# Laarbi Batma
Pour les articles homonymes, voir Batma.
Laarbi Batma (en arabe marocain : لْعَرْبِي بَاطْمَا ; 1948, né à Oulad Bouziri Chaouia-Ouardigha - 7 février 1997) est un artiste marocain, compositeur, écrivain et le leader charismatique de la formation musicale Nass El Ghiwane.

## Biographie
Laarbi Batma fut profondément influencé par le style musical des Moussems (festivals) de sa région natale Abda Oulad El Masnaoui, auxquels il se rendait étant enfant. Aimant les mots et les rythmes, il n'allait jamais sans un crayon car il concevait qu'écrire était une manière de vivre et un art en soi.
Ainsi, il était toujours prêt à écrire ses pensées, un quelconque évènement, et ses inspirations pour un poème ou une chanson. Parmi ses chefs-d'œuvre on citera les 17 000 vers de son projet poétique Al houmam Al houssam.
De forte personnalité, Larbi se fait une place majeure dans l'espace artistique marocain et arabe.
Sa fameuse chanson Essiniya est significative de sa curiosité et de son esprit visionnaire. Il s'agit de l'histoire de Ba Salem, un mendiant qui se rend à Casablanca en chantant les premiers vers d' "Essiniya" : waldia whbabi ma skhaw bia, bahr el ghiwane ma dkhaltou belâani...وَالْدِيَّا وَاحْبَابِي مَا سْخَاوْ بِيَّـــــــــــا بَحْرَ الْغِيوَانْ مَا دْخْلْتُ بَلْعَانِي. Laarbi, qui entendit les premières strophes, alors que le mendiant passait dans sa rue, l'invita chez lui et ils eurent une longue conversation. C'est ainsi que cette célèbre chanson fut composée.
On diagnostique chez lui un cancer du poumon en 1993, il en parle dans la seconde partie de son autobiographie El alem (La souffrance). Il fut également un acteur et un écrivain. « Ce qui m'a frappé avec cet homme, c'est sa constance; il était exactement le même avec ses voisins à Hay Mohammadi, qu'au Club Med à Agadir, au milieu des touristes, ou au Festival de Cannes où nous sommes allés ensemble présenter notre film Transes El Hal », dira le réalisateur Ahmed El Maânouni.
Le roi du Maroc à l'époque Hassan II l'envoya aux États-Unis pour le soigner. Laarbi Batma meurt le 7 février 1997 à l'âge de 49 ans.

## Théâtre et Cinéma
Parmi ses pièces avec MASRAH ALHAY  LAA9AL O SABORA et au cinéma  NAOURA, sans oublier le feuilleton qui a été présenté à la télévision marocaine ELBIR.